# Diaphus lobatus
Diaphus lobatus är en fiskart som beskrevs av Nafpaktitis, 1978. Diaphus lobatus ingår i släktet Diaphus och familjen prickfiskar. Inga underarter finns listade i Catalogue of Life.